# Verre d'or

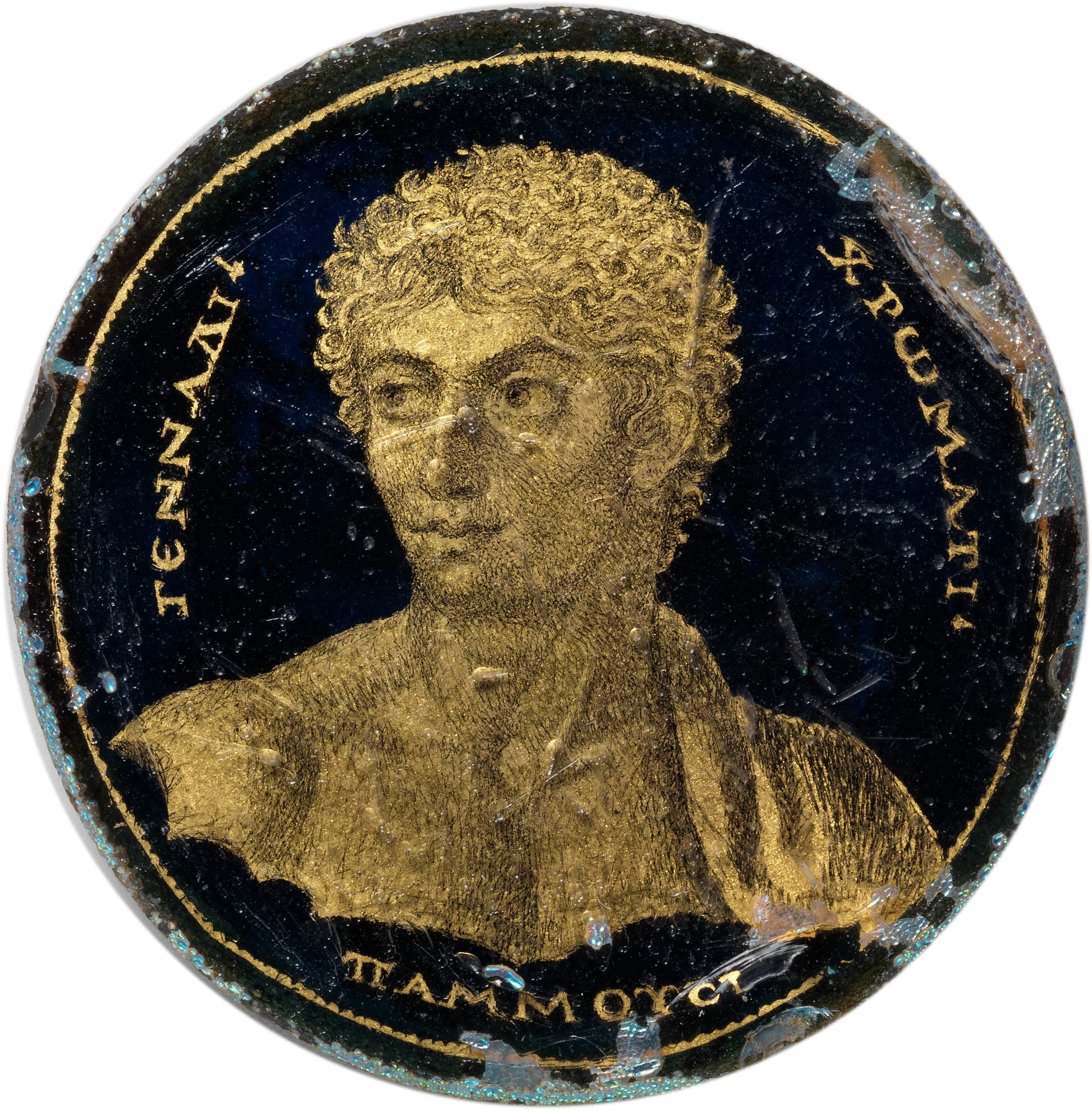
Médaillon en verre d'or d'un jeune nommé Gennadios, « le plus accompli des arts musicaux ». Probablement d'Alexandrie hellénisée, Égypte, v. 250–300. Diamètre 4,2 cm (1 5/8 pouces)

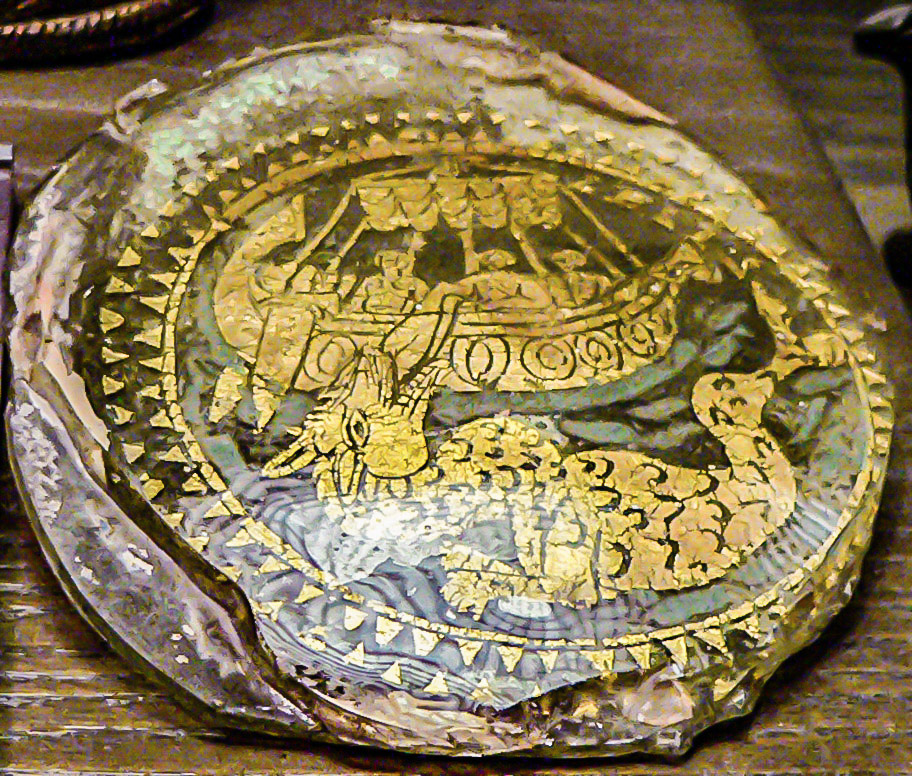
Morceau chrétien assez grossièrement coupé de Jonas et de la baleine, 10,5 cm de diamètre, IVe siècle

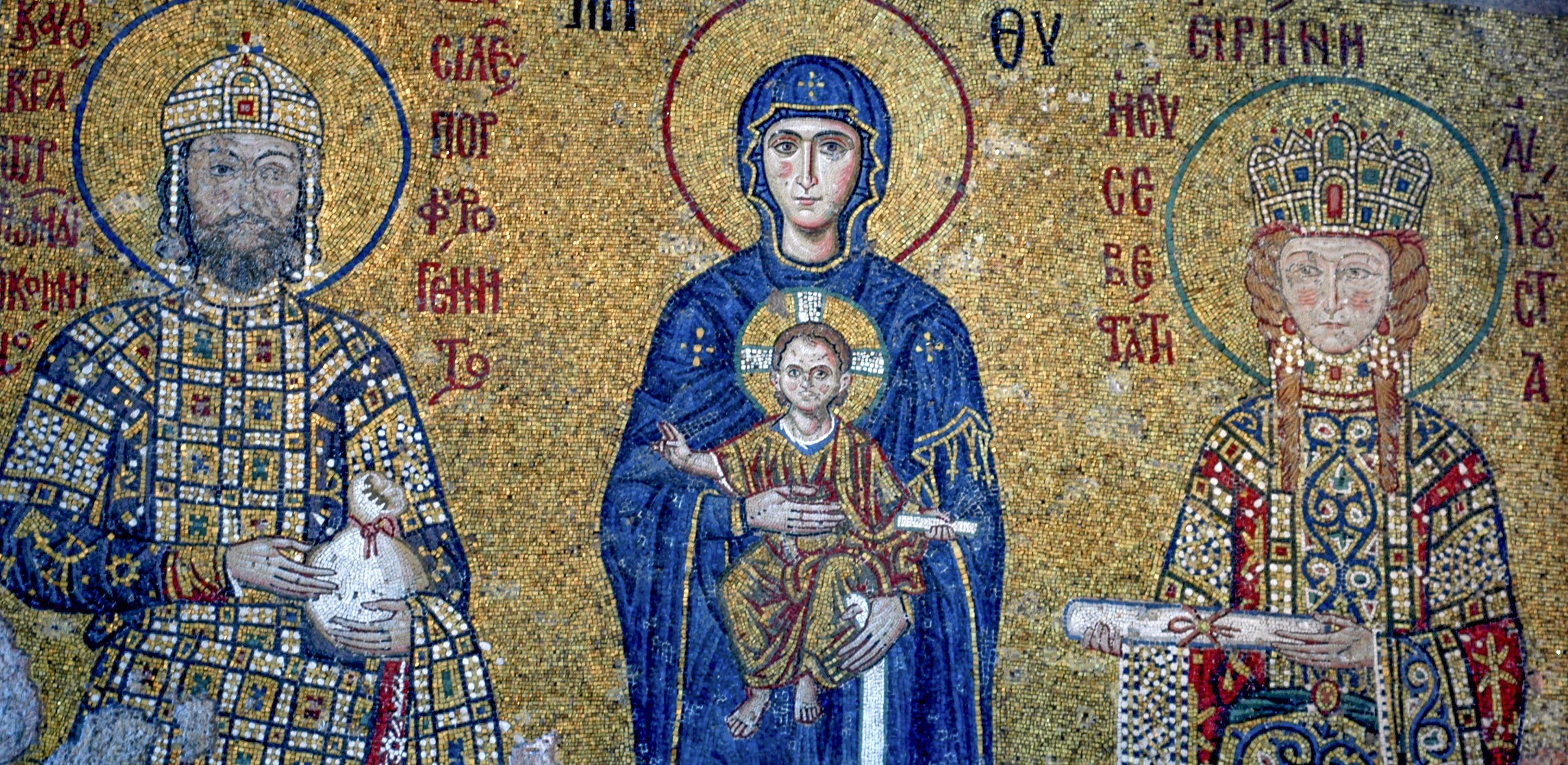
Le verre sandwich doré a également été utilisé les tesselles d'or utilisé dans l'Antiquité tardive, byzantine et mosaïques médiévales, comme ici à Sainte - Sophie

Le verre d'or ou le verre sandwich doré est une forme de verre de luxe où un motif décoratif en feuille d'or est fusionné entre deux couches de verre. Découvert pour la première fois en Grèce hellénistique, il est particulièrement caractéristique du verre romain de l'Empire tardif aux IIIe et IVe siècles.
Il était alors fréquent que l'on retire des tasses et autres récipients leurs fonds décorés d'or pour les fixer aux murs des catacombes de Rome, afin de marquer l'emplacement des renfoncements où les morts étaient enterrés. Environ 500 pièces de verre doré utilisées de cette manière ont été récupérées,. Les récipients complets sont beaucoup plus rares. Beaucoup montrent des images religieuses du christianisme, de la religion gréco-romaine traditionnelle et de ses divers développements cultuels, ainsi que quelques exemples du judaïsme. D'autres montrent des portraits de leurs propriétaires, et les plus beaux sont « parmi les portraits les plus vivants à survivre à l'époque paléochrétienne. Ils nous fixent avec une intensité sévère et mélancolique extraordinaire ». À partir du Ier siècle, la technique a également été utilisée pour la couleur dorée des mosaïques.
Diverses techniques différentes peuvent parfois aussi être décrites comme du « verre d'or ». Zwischengoldglas est très similaire mais les deux couches de verre sont cimentées et non fusionnées. Il provient principalement d'Allemagne et de Bohême des XVIIIe et XIXe siècles. Le verre églomisé recouvre correctement une seule couche de verre qui est dorée (ou revêtue d'autres types de feuilles métalliques) sur le dos, comme cela est utilisé dans les enseignes similaires du XIXe siècle. Un processus a été relancé par Jean-Baptise Glomy (1711–1786), d'où le nom. Ces deux procédés étaient également utilisés dans les temps anciens, et les langues allemande et anglaise utilisent souvent leurs termes natifs pour ce qu'on appelle le « verre d'or » en français. Il ne faut pas confondre le verre d'or et le verre rubis doré, qui est de couleur rouge, coloré par l'ajout d'oxyde d'or. Le verre à bande d'or est une autre technique ancienne décrite ci-dessous.

## Technique
Le processus de fabrication du verre doré était difficile et exigeait une grande habileté. Pour un verre romain tardif, on utilisait d'abord un petit disque plat rond d'environ trois à cinq pouces de diamètre en général. Il était coupé dans une sphère soufflée avec un fond aplati, soit en verre coloré, soit en verre ordinaire. Un morceau de feuille d'or y était ensuite été collé avec de la gomme arabique. La conception a été réalisée en grattant une feuille d'or. Le récipient principal, une tasse ou un bol, a été formé par soufflage et découpe, avec un fond plat de la même taille que le premier disque. Celui-ci a ensuite été chauffé à nouveau et soigneusement posé sur le disque avec le motif, en superposant le fond plat du disque avec le motif afin qu'ils fusionnent. Puis le vase complet est chauffé une dernière fois pour terminer la fusion. Il y a plusieurs récits de différentes périodes qui varient quelque peu quant à la séquence précise des étapes et d'autres détails, mais le processus est essentiellement le même.
On pense que les plus grands bols en verre hellénistique ont été formés à l'aide de moulage plutôt que de soufflage, car le bol entier est doublé et les récipients intérieurs et extérieurs doivent s’adapter exactement. Certains des médaillons ultérieurs les plus fins semblent avoir été fabriqués comme au début, et certains contiennent des pigments autres que de l'or. Ces médaillons aux bords plus lisses exploitaient le milieu du verre comme matrice pour les miniatures de portraits, et ils se sont révélés très efficace, dépassant toutes les alternatives, à l'exception des métaux précieux et des gemmes gravées. Ils ont probablement été initialement faits pour être accrochés et être exposés, ou sertis dans des bijoux comme dans les exemples plus petits comme celui de Gennadios, mais ils ont également été utilisés à des fins funéraires et utilisent souvent une base de verre bleu. Il y a quelques exemples romains de vaisselles de Cologne d'un style différent où plusieurs de ce qu'on a appelé des « gouttes de flanc », de petits médaillons en verre doré d'environ 2 à 3 cm de diamètre, avec des images, sont fondus dans les parois d'un plat,. 

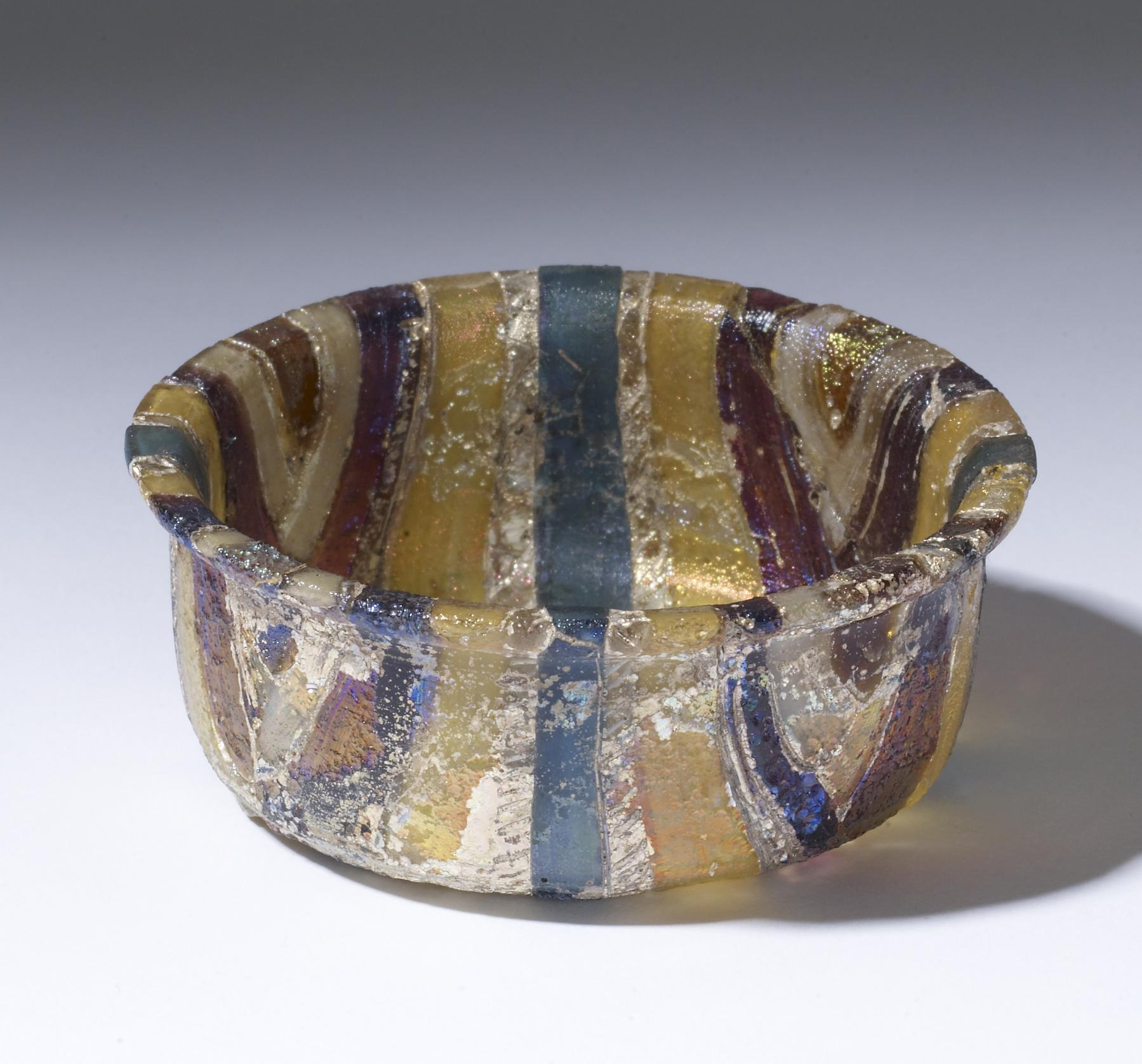
Bol romain avec bague en verre d’or

Outre les cocardes avec des images figuratives, la technique du sandwich fondu a été utilisée pour créer les tesselles pour l'or dans les mosaïques, pour les perles et autres objets similaires. Les tesselles de verre d'or, au moins à l'époque byzantine, avaient une couche supérieure de verre très mince, qui était probablement posée sur le verre inférieur avec la feuille d'or collée dessus. Les tesselles étaient faites en blocs ou en « gâteaux » puis coupées en cubes, qui sont relativement gros dans le cas des fonds d'or. Ils ont été posés sur des fonds ocre rouge ou jaune terre qui ont amélioré leur effet visuel. La plupart des couleurs des tesselles semblent avoir été faites localement sur la mosaïque, mais il y a une discussion pour savoir si cela était vrai pour celles en verre doré. Au XIe siècle, le centre chrétien relativement nouveau de Kiev semble avoir utilisé des tesselles d'or fabriquées à Constantinople,.
Les perles de verre en or romain ont été fabriquées à l'aide d'un tube intérieur ou d'une tige sur laquelle la feuille d'or était collée. Un tube plus grand était glissé dessus et les perles ont ainsi été serties. Facilement transportables et très attrayantes, des perles de verre en or romain ont été trouvées aussi loin en dehors de l'Empire que les ruines de Wari-Bateshwar au Bangladesh et des sites en Chine, Corée, Thaïlande et Malaisie.
Le verre à bande d'or est une technique hellénistique et romaine connexe, où des bandes de feuilles d'or, prises en sandwich entre du verre incolore, sont utilisées pour provoquer l'effet de marbrure du verre onyx. On le trouve principalement dans de petites bouteilles de parfum et similaires.

## Pierre tombale

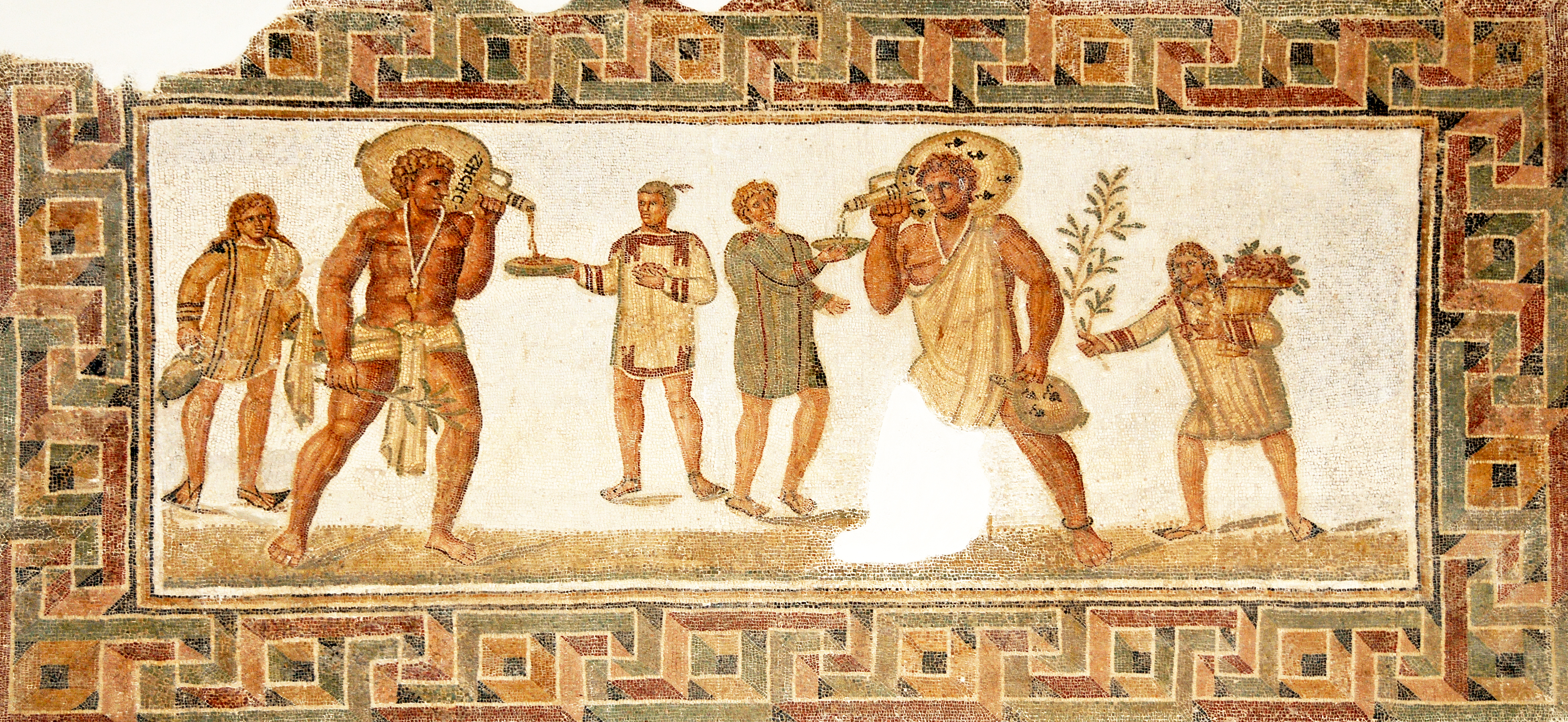
Scène de banquet de Dougga, IIIe siècle (voir texte)

La forme la plus courante de récipient dans les exemples romains tardifs était un bol ou un gobelet, ils auraient été à l'origine des cadeaux familiaux pour les mariages, les anniversaires, le Nouvel An, les diverses fêtes religieuses et dans certains cas, pour la naissance ou le baptême chrétien. Aucun des récipients en verre d’or découpés en tant que pierre tombale n'a survécu complètement, bien qu'environ 500 des fonds coupés soient connus, mais puisque beaucoup ont des inscriptions encourageant le propriétaire à boire, ils sont généralement appelés « tasses » ou « verres ». Cependant, les tasses et les verres romains étaient souvent très larges et peu profonds, bien que l'on en trouve également avec de grandes formes droites ou légèrement évasées comme des gobelets modernes. Une mosaïque trouvée dans les ruines nord-africaines de Dougga montre deux esclaves costauds versant du vin d'amphores dans deux bols peu profonds tenus par des esclaves attendant le banquet. Sur les deux amphores sont inscrites « ΠΙΕ » et « ΣΗϹΗϹ » les originaux grecs des formules « pie zeses » (« Buvez, puissiez-vous vivre », voir ci-dessous) si courantes sur les verres romains, et il a été suggéré que la mosaïque montre la forme qu'aurait eu une tasse complète. 

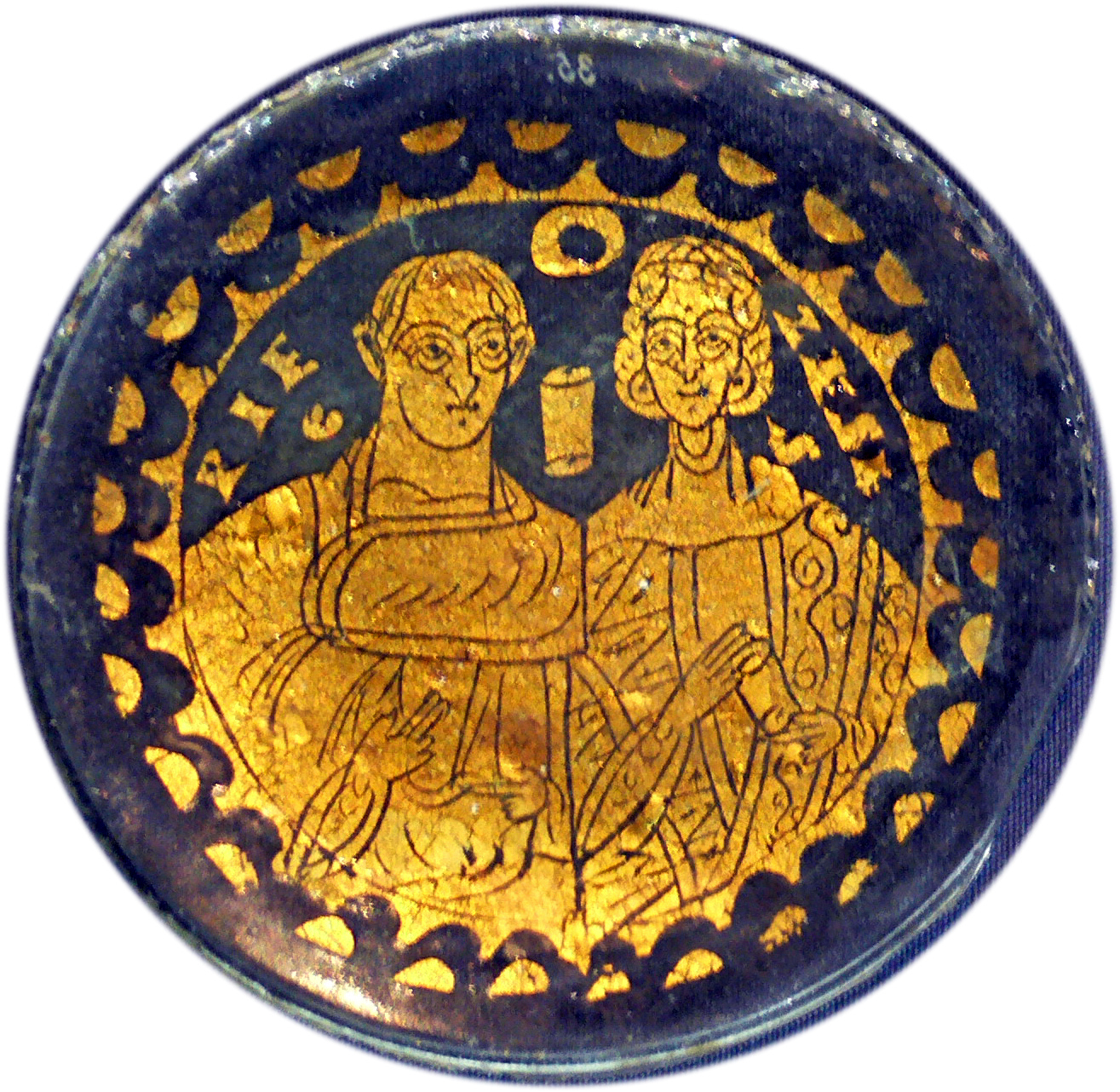
Couple marié du IVe siècle, inscrit "PIE ZESES" ("Buvez, puissiez-vous vivre")

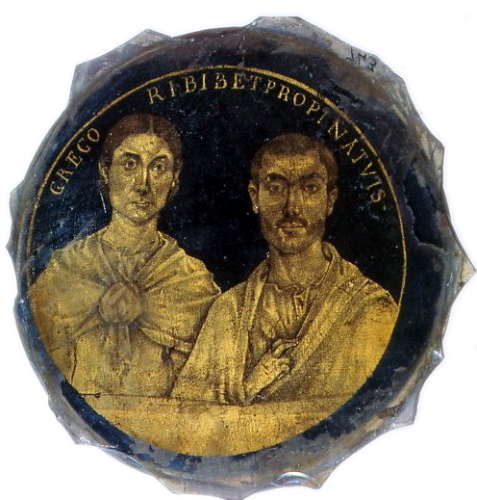
Portrait de qualité d'un couple au IIIe siècle

À une date probablement beaucoup plus tardive, peut-être après des décennies d'utilisation, à la mort du propriétaire, le récipient principal en verre non décoré était coupé et taillé pour ne laisser que la cocarde en verre doré, celle-ci était ensuite utilisée dans les catacombes comme pierre tombale. Vraisemblablement, dans de nombreux cas, la tasse avait déjà été cassé au cours de l'utilisation normale, et le fond épais avec la décoration avait été conservé pour une utilisation ultérieure. Les corps ont été enterrés dans les catacombes dans de petites cavités appelées loculi, empilés les uns au-dessus des autres principalement le long de couloirs étroits creusés dans la roche molle, et sans aucun doute une forme de marqueur était nécessaire pour que les visiteurs localisent le bon endroit. Ils peuvent également avoir été utilisés comme joint sur la tombe, car ils ont été pressés dans le mortier ou le stuc formant la surface finale de la paroi du loculus ; d'autres classes de petits objets décoratifs ont également été utilisées de la même manière. Ils peuvent aussi avoir été considérés comme capables de repousser les mauvais esprits, en particulier dans la dernière partie de la période, lorsque les portraits de saints deviennent plus courants,. La coupe très approximative de nombreux exemples peut expliquer cela; Il y a un exemple au Metropolitan Museum of Art où la pièce est toujours attachée à un morceau de mortier sur une grande partie de son bord, montrant que le mortier chevauchait le bord du verre. Les bords rugueux auraient surtout été cachés par le mortier et ont également fourni une attache plus ferme pour que le mortier maintienne le verre en place (car il se trouve que les bords de la pièce de New York sont inhabituellement soigneusement coupés).
De nombreux morceaux de verre doré représentaient des portraits de particuliers, principalement des couples mariés, qui pouvaient inclure le défunt, tandis que d'autres arboraient des portraits de personnages ecclésiastiques tels que des saints ou des symboles religieux. Cette coutume a été suivie par les chrétiens, les juifs (13 exemples juifs identifiables sont connus) et les Romains païens. Les différents ensembles d'images, en dehors du nombre accru de portraits privés, sont typiques des peintures trouvées également dans les catacombes et autres arts paléochrétiens et son équivalent juif de l'époque. Comme l'art chrétien s'est développé à la fin du IVe et au Ve siècle, ses changements se reflètent dans les sujets et leur traitement dans le verre d'or, jusqu'à ce que les catacombes cessent d'être utilisées et que la source des trouvailles s'épuise.

## Période hellénistique
La technique a été utilisée à l'époque hellénistique, et les exemples sont généralement plus ambitieux techniquement que les Romains, avec de larges bols ou des tasses à boire décorés tout autour de leurs côtés incurvés en verre doré et exécutés avec plus de talent artistique. Le British Museum a un bol pratiquement complet (cassé mais réparé) 19,3 cm de large et 11,4 cm de haut, l'un des deux provenant d'une tombe à Canosa dans les Pouilles datant d'environ 270-160 av. L'intérieur est très finement décoré de motifs de lotus et d'acanthe, qui sont plus typiques du verre d'or à cette époque que des dessins avec des figures humaines. Il existe une poignée d'autres exemples presque complets, et un peu plus dont il ne reste que des fragments. Ces pièces sont généralement attribuées à Alexandrie en Égypte, qui est souvent considérée comme le centre d'origine du verre hellénistique de luxe, et est mentionnée comme la source de verre très élaboré par le satiriste martial du Ier siècle et d'autres sources. Il semble montrer un paysage nilotique, bien que ce fut un sujet populaire par ailleurs. Cependant, des fragments ont été trouvés lors de l'excavation d'une verrerie à Rhodes. Une description datant peut-être des années 270 av. J.-C., citée dans les travaux du dernier écrivain Athénée, mentionne deux vaisselles qui sont des diachysa (« avec de l'or dedans ») et très probablement fabriqués par cette technique.

## Période romaine

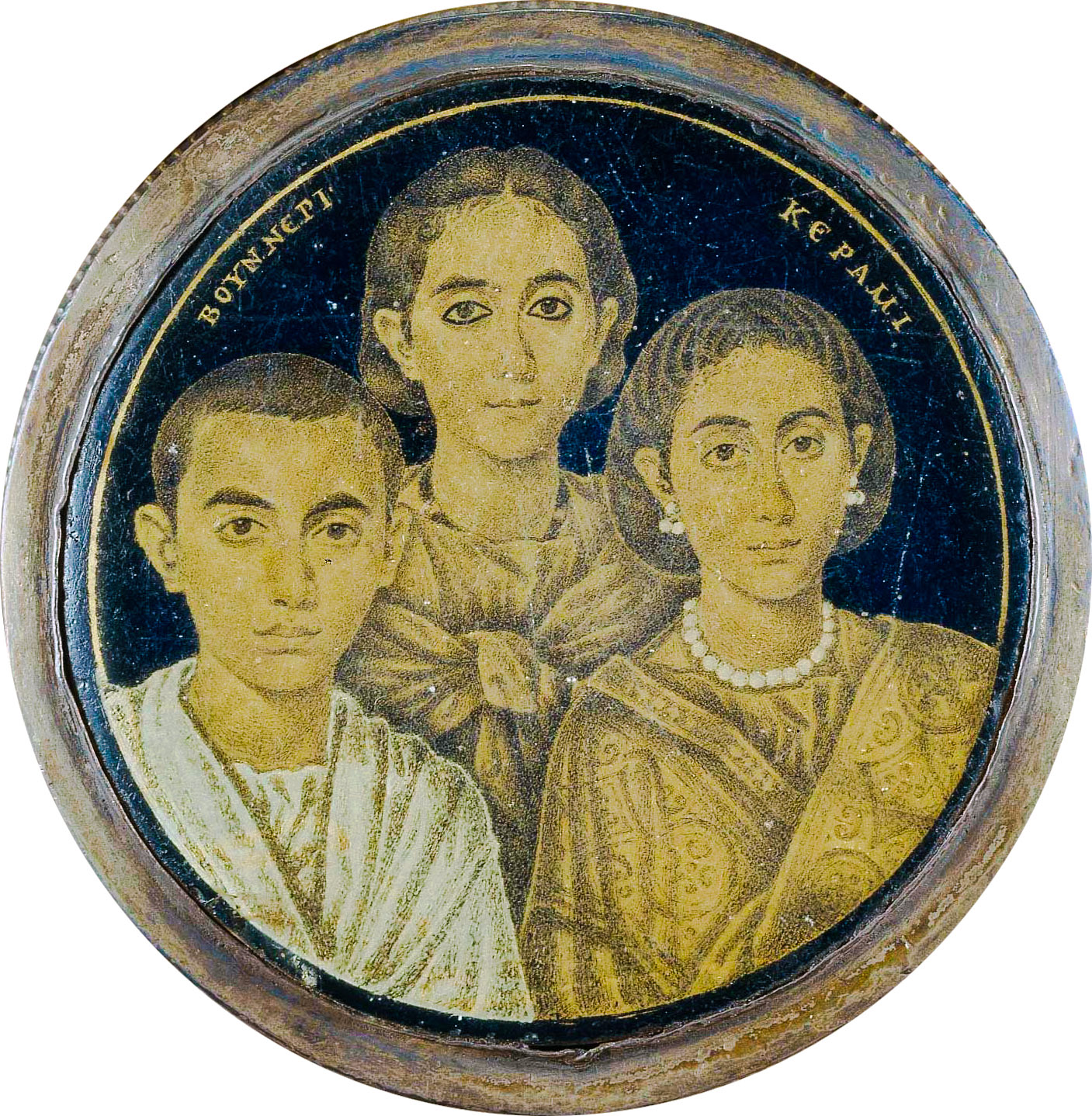
Détail d'un médaillon en verre doré avec un portrait de famille, d'Alexandrie (Égypte romaine), 3e – 4e siècle (Brescia, Museo di Santa Giulia)

Les tesselles de verre d'or commencent à être utilisées dans les mosaïques domestiques au Ier siècle. Rome étant apparemment le premier endroit où l'on a commencé à utiliser cette technique. Ils ont continué à être utilisés tout au long des périodes antiques et médiévales jusqu'à nos jours. Vers 400, l'or a commencé à être utilisé comme couleur de fond pour les mosaïques religieuses chrétiennes, comme c'était le cas pendant toute la période byzantine.
Les pièces romaines tardives décorées sont généralement supposées avoir été réalisées à Rome et dans les environs, en particulier dans le cas des portraits de résidents, mais aussi en Rhénanie autour de Cologne et d'Augusta Treverorum, la Trèves antique, qui était un centre de production d'autres produits de verre de luxe comme les tasses à cage. Alexandrie est toujours considérée comme un centre majeur, et à partir de l'analyse linguistique des inscriptions, il a été suggéré que la technique, et peut-être les artistes et artisans eux-mêmes, ont atteint Rome et l'Allemagne à partir de cette ville. Pourtant, ce n'est peut-être qu'une coïncidence que l'autre grand ensemble de portraits de « classe moyenne » de cette période sont les portraits de momies Fayoum d'Égypte. Hormis les trouvailles rhénanes examinées ci-dessous, un petit nombre de bases découpées ont été trouvées dans le nord de l'Italie, dans la Hongrie et la Croatie modernes.
Le médaillon Gennadios à New York, illustré ci-dessus, est un bel exemple de portrait alexandrin sur verre bleu, utilisant une technique et un style naturaliste un peu plus complexes que la plupart des exemples romains, y compris la peinture sur l'or pour créer un ombrage, avec l'inscription grecque montrant les caractéristiques du dialecte local. La pièce avait  peut-être été commandée ou offerte, pour célébrer la victoire dans un concours musical. L'un des médaillons de portraits de style alexandrin les plus célèbres, avec une inscription en grec égyptien, a ensuite été monté dans une crête gemmata du début du Moyen Âge à Brescia, croyant à tort qu'il montrait la pieuse impératrice et la reine gothique Galla Placida (morte en 450) et ses enfants. En fait le nœud dans la robe de la figure centrale peut désigner un dévot d'Isis. Le portrait dans le médaillon de Brescia partage également des traits stylistiques clairs avec les portraits de momies Fayoum de l'Égypte romaine, en plus d'une inscription grecque dans le dialecte alexandrin d'Égypte. Il s'agit d'un groupe de 14 pièces datant du IIIe siècle, tous des portraits profanes individualisés sont de grande qualité. Pourtant, Jás Elsner (2007) soutient que le médaillon de Brescia, représentant probablement une famille d'Alexandrie puisque l'inscription est dans le dialecte alexandrin du grec, a une gamme de dates possibles allant du début du IIIe siècle au milieu du Ve siècle de notre ère et que son parcours est passé en Italie où il ornait une croix chrétienne du VIIe siècle.
On pense que le moindre détail de pièces comme celles-ci ne peut être obtenu qu'avec des lentilles. Là où les médaillons « alexandrins » raffinés ont pour la plupart une simple ligne d'or mince encadrant le sujet, les exemples romains ont une variété de cadres plus lourds, utilisant souvent deux bordures rondes, dont le style fait partie des efforts visant à les regrouper par atelier. Le niveau des portraits est rudimentaire, avec des caractéristiques, des coiffures et des vêtements qui suivent tous des styles stéréotypés,. 

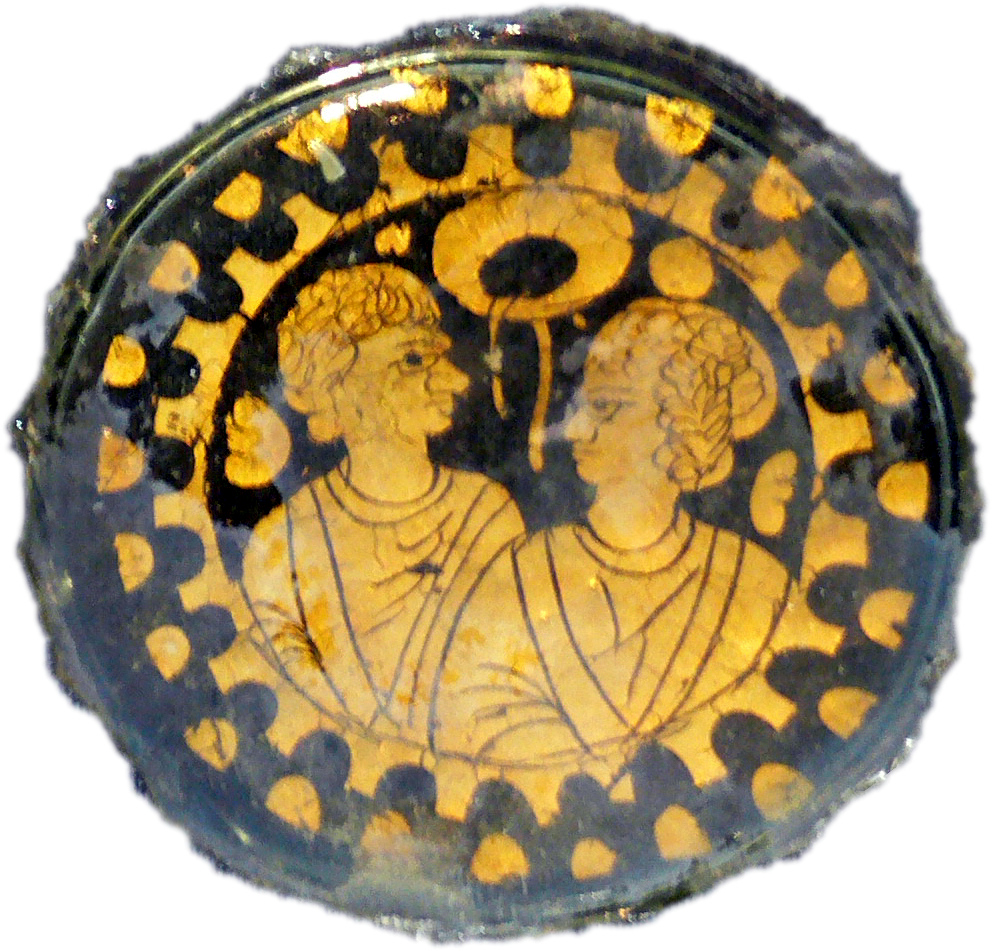
Deux saints chrétiens, IVe siècle

Une « plaque d'Alexandre avec scène de chasse » au Cleveland Museum of Art est, si elle est authentique, un exemple très rare d'un récipient complet décoré de verre d'or, et provient de l'élite supérieure de la société romaine. C'est un bol ou une assiette peu profonde, de 25,7 cm (10 1/8 pouces) de diamètre et 4,5 cm (1 3/4 pouces) de haut. La cocarde plate décorée au centre occupe environ les deux tiers du diamètre total. Il montre un chasseur à cheval avec une lance poursuivant deux wapitis, tandis que sous son cheval un chasseur à pied avec un chien en laisse affronte un sanglier. L'inscription latine « ALEXANDER HOMO FELIX PIE ZESES CUM TUIS » signifie «Alexandre, chanceux, bois, que tu vives avec le tien ». L'identité d'« Alexandre » a fait l'objet de discussions, mais il est dans l'ensemble pour être un aristocrate inconnu plutôt  qu'Alexandre le Grand ou l'empereur Alexandre Sévère (qui a régné de 232 à 235). Le plat est peut-être légèrement plus tardif que son règne ou au moins pendant son règne, il ne pourrait jamais être considéré comme un simple « homme ». Le toast à boire grec ZHCAIC donné en lettres latines comme ZESES, signifiant « vivre! » ou « puissiez-vous vivre », est une partie très courante des inscriptions sur verre d'or, et parfois la seule inscription. Il est plus courant que l'équivalent latin VIVAS, probablement parce qu'il était considéré comme plus raffiné, un peu comme le « bon appétit » moderne utilisé en anglais. Deux verres comprenant des images de Jésus « mal orthographié » « ZESES » comme « ZESUS », parvenant à réaliser un jeu de mots entre un toast à boire et le nom du sauveur chrétien. 

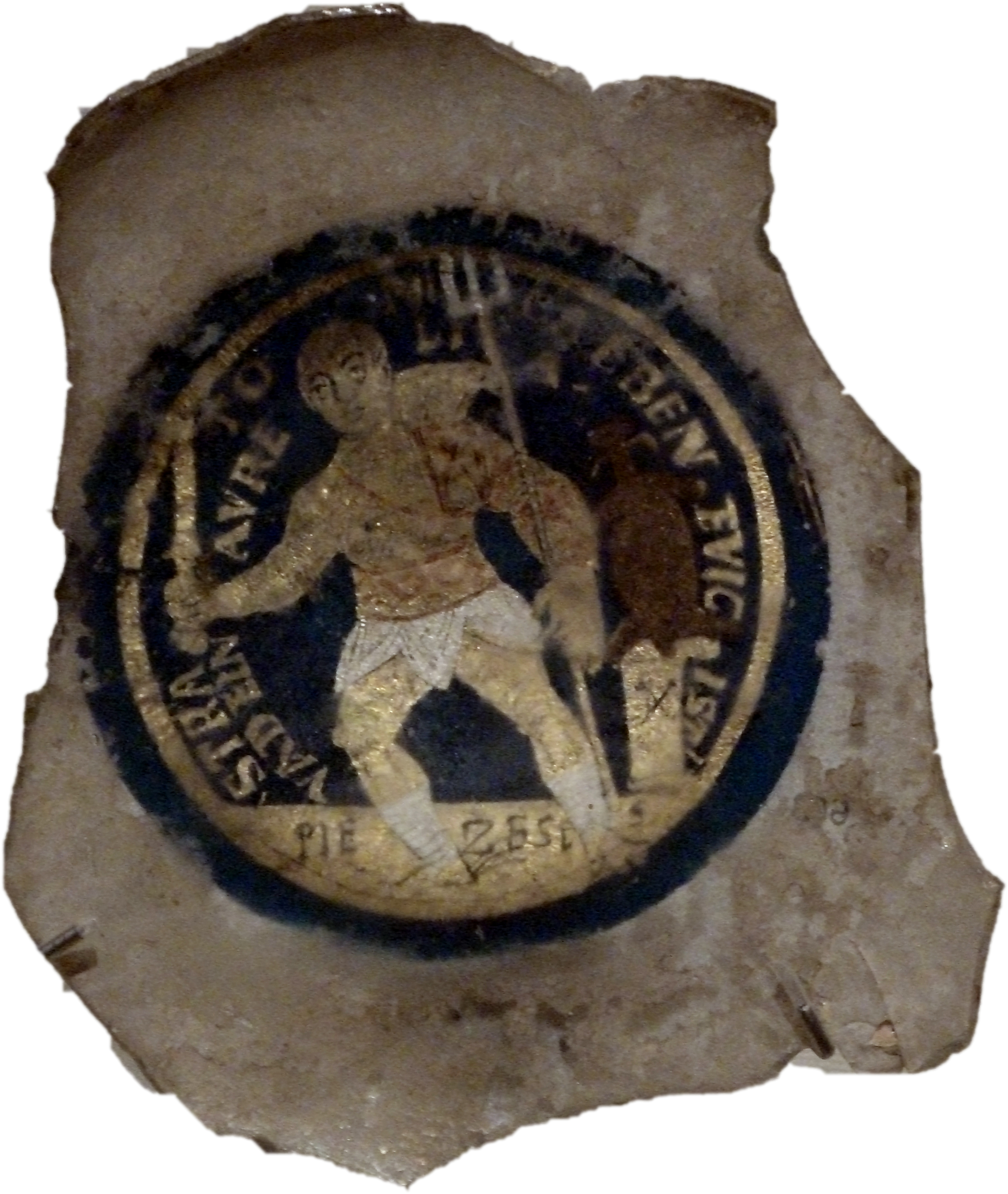
Gladiateur en verre doré

De telles « bénédictions » profanes sont typiques, et sur les cocardes fabriquées sur les tasses, elles poussent souvent le propriétaire à boire, même lorsque l'iconographie est religieuse. Un exemple juif a la gamme habituelle de symboles et l'inscription « Buvez, [afin] que vous viviez, Elares ». Le mariage à Cana est un sujet chrétien populaire, avec un exemple inscrit « Digne de vos amis, que vous viviez dans la paix de Dieu, buvez ». Une autre expression populaire est DIGNITAS AMICORUM ou « [vous êtes] l'honneur de vos amis ». La majorité des inscriptions sont constituées soit de noms, soit de telles expressions conventionnelles, ou des deux combinés. Un exemple inscrit « DIGNITAS AMICORVM PIE ZESES VIVAS » illustre la tendance à empiler les phrases courantes. Les dédicaces conviviales trouvées sur tant d'exemples sont mises en parallèle avec plusieurs des tasses à cage ou diatreta beaucoup plus luxueuses.
Un fond rond d'un plus grand bol trouvé dans les catacombes est de 10,8 cm de diamètre, et maintenant au Ashmolean Museum à Oxford. Il a cinq scènes abrégées de l'Ancien et du Nouveau Testament entourant un couple marié en cocarde, avec les pieds des personnages extérieurs au centre. Un grand et sophistiqué bol de Cologne était décoré de scènes chrétiennes et de portraits impériaux, mais probablement en raison de sa taille (hauteur de 8,6 cm et diamètre 11,4 cm) aucune deuxième couche de verre n'a été fusionnée, de sorte que l'or a maintenant été perdu, bien que les formes de la conception peuvent être visibles. Les portraits des fils de Constantin I permettent une datation probable exceptionnellement précise de 326, ses vicennales, ou le 25e anniversaire de son règne. Une autre pièce complète est une patène de la basilique Saint-Séverin de Cologne, fondée au IVe siècle. Il est décoré de rondelles contenant des scènes de l'Ancien Testament et des motifs floraux. Selon le Liber Pontificalis, le pape Zephyrinus, en fonction entre 199 et 217, avait approuvé l'utilisation de patènes de verre, et ceux d'autres techniques de verre qui ont survécu. Une variante de technique est connue, celle des vaisselles de Cologne avec ce qu'on a appelé des « gouttes de flanc », où de petits médaillons en verre doré avec des images sont fondus dans les parois d'un récipient; l'un des rares exemples a été trouvé au cimetière de St Séverin,.

## Iconographie des fonds de coupes

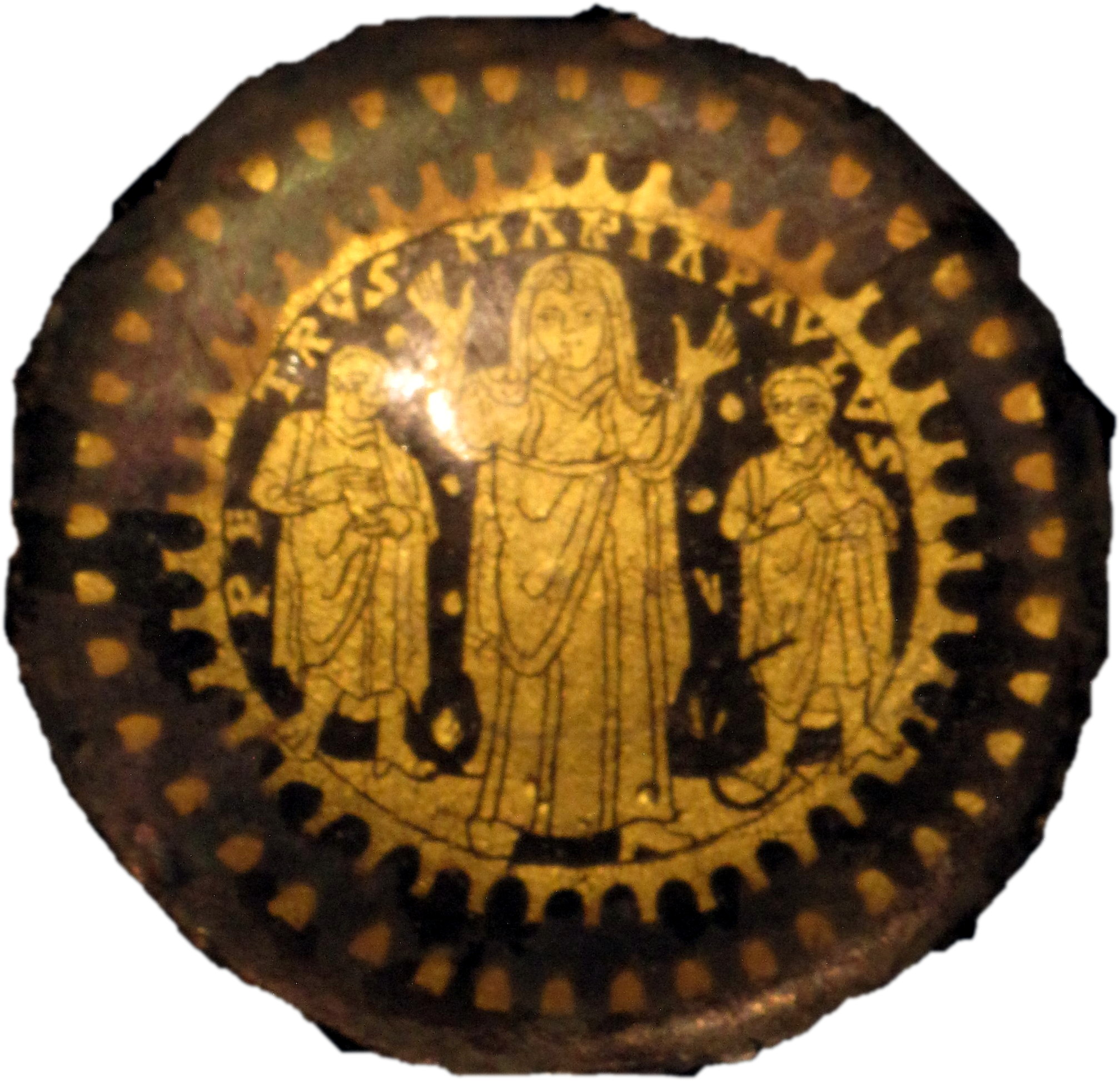
Saint Pierre, la Vierge Marie en posture orante, Saint Paul, IVe siècle

Presque tous les fonds de vaisselles romaines ont des images similaires et environ 240 d'entre eux ont également des inscriptions lisibles. Parmi ceux-ci, environ la moitié du nombre total de verres d’or connus, sont les portraits les plus fréquents, mais il y a aussi des petites scènes narratives, principalement chrétiennes et quelques païennes. Les portraits de figures sacrées chrétiennes se trouvent sur environ la moitié du corpus complet. Il existe un petit nombre de représentations de sports, d'animaux, de couronnes et similaires, et un seul exemple avec une image centrale d'une plante. Aucun portrait impérial n'est consigné, ni de scènes militaires; contrairement à tant d'art public romain, les verres se concentrent sur les intérêts privés des individus. Mis à part une seule Vénus presque nue et quelques figures d'érotes, les thèmes sexuels sont absents contrairement à beaucoup d'art romain. La plupart des verres présentent une seule image occupant la majeure partie de l'espace rond à l'intérieur de la bordure, mais certaines ont un certain nombre de petites scènes, généralement disposées en petits cadres circulaires autour d'une image centrale. La plupart des portraits sont des bustes,. Le petit nombre de verres avec une iconographie juive sont traités séparément ci-dessous.
Les portraits ou les inscriptions nommant des particuliers sont très courants, bien que d'autres exemples n'ont aucun aspect personnalisé et qu'ils ont peut-être été simplement achetés chez un revendeur. Les portraits de couples mariés sont les plus courants, mais les saints étaient plus nombreux vers la fin de la période; les deux sont également souvent combinés. Il n'est pas toujours possible de distinguer les deux de façon sûre, malgré les inscriptions tituli et une convention d'utilisation d'une robe contemporaine pour les propriétaires et d'un costume classique obsolète pour les figures sacrées, même les hommes récents tels que le pape Damase I (r. 366–384). Damasus, ce qui est exceptionnel pour un religieux contemporain, apparaît sur au moins quatre verres, ou du moins on pense que c'est lui qui fait référence à « DAMAS ».
Les saints Pierre et Paul ensemble sont très communs, se faisant généralement face de profil, mais parfois avec d'autres figures. Tous deux ont été martyrisés à Rome, et sont particulièrement populaires là-bas,, ; d'autres martyrs locaux tels que Agnès sont représentés plusieurs fois,, et selon Lucy Grig « la ness romaine des saints représentés sur les verres romains est frappant », et cinq papes des IIIe et IVe siècles sont probablement représenté. Le Christ est montré dans un certain nombre d'exemples, il est généralement rasé de près et jeune, ainsi que des figures telles que le Bon Pasteur qui peuvent le symboliser, ou dans certains cas Orphée ou l'imagerie bucolique en général. Un petit Christ peut se tenir entre les têtes d'un couple marié, les bénissant<. Des orants représentant peut-être l'âme d'un propriétaire lorsqu'ils ne sont pas identifiés comme des saints, et comme toujours dans les catacombes, des femmes représentées apparaissent plusieurs fois, les saints féminins et la Vierge sont toujours représentés dans une pose orante,. 

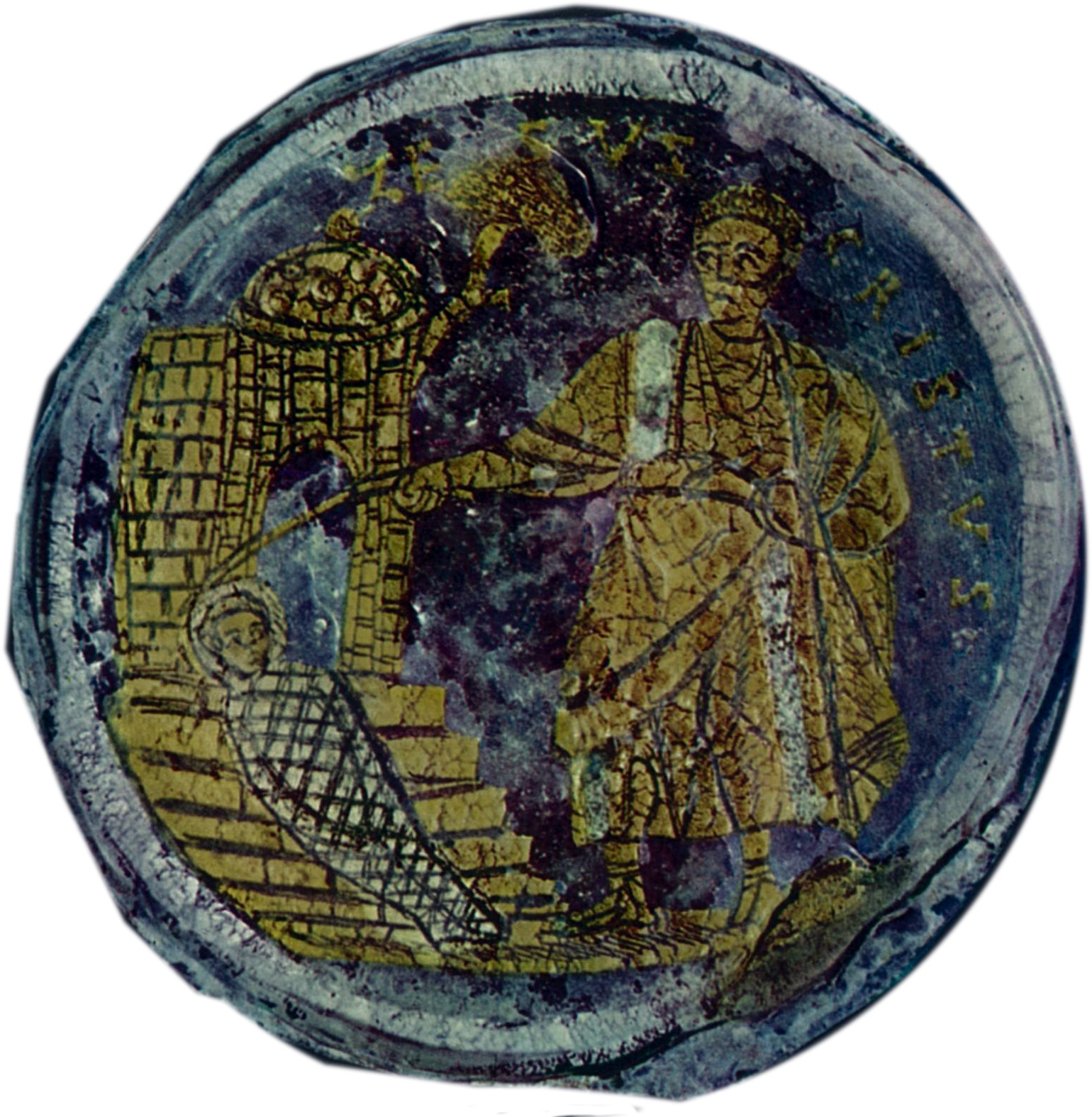
Résurrection de Lazare, chrétien du IVe siècle

Les scènes narratives de l'Ancien Testament sont plus courantes que les miracles du Christ, comme dans les peintures de catacombes, et les mêmes « représentations abrégées » des scènes de délivrance se retrouvent: l'histoire de Jonas, Daniel dans la fosse aux lions, les trois Hébreux dans la fournaise. Les scènes les plus courantes de l'art chrétien ultérieur, centrées sur le calendrier liturgique, sont très rares. Il n'y a vraiment que deux scènes narratives non chrétiennes: une œuvre d'Hercule (deux autres sont montrées dans des « taches latérales »), et une d'Achille, mais un certain nombre de figures « portrait », comme des figures sacrées chrétiennes sont souvent combinées avec celles des propriétaires.
Il existe un petit nombre de scènes « agonistes » ou sportives, avec des lutteurs, des boxeurs, un gladiateur et plusieurs équipes de chars de course. Plusieurs d'entre eux, comme d'autres semblant représenter la victoire dans un contexte musical ou dramatique, présentent des palmes et des couronnes et pourraient bien avoir été présentés pour célébrer la victoire dans ces domaines dans un cadre amateur ou professionnel, comme le portrait d'Alexandrian Gennadios. Deux verres identiques comportant deux boxeurs avec un entraîneur, tous nommés, suggèrent que les verres peuvent parfois avoir été commandés ensemble; on peut supposer que cela a pu être courant. Des exemples montrent Athéna  inspirant des fabricants de vaisselles, une paire de personnifications de Rome et de Constantinople, et des figures féminines représentant la monetae ou la menthe, qui sont souvent représentées sur des pièces de monnaie. Un certain nombre représentent des animaux qui peuvent porter une signification symbolique, ou des objets tels que des rouleaux ou des couronnes.
Les courtes inscriptions ont tendance à être similaires quel que soit le contenu de l'image, les noms et les « formules conviviales » décrits ci-dessus prédominant ensemble ou séparément. Une implication religieuse (comme cela peut être prévu dans les vivas ou les zèses par exemple) est relativement et rarement explicitement énoncée. Les noms sont sous la forme d'un seul cognomen qui est difficile à associer à des documents tels que survivre, mais trois verres peuvent éventuellement être liés à des individus connus qui étaient des propriétaires potentiels, et un à une famille (celle du poète Ausonius). Ces personnes sont plutôt importants, et on pourrait penser qu'ils appartiennent aux classes enterrées dans des sarcophages plutôt que dans des loculi; les verres appartenaient peut-être à des « amici », clients ou personnes à charge, ou avaient été transmis en cadeau ou en héritage par les sujets. Un verre au British Museum est inhabituel à plusieurs égards: entre un couple nommé se trouve une petite figure d'Hercule et l'inscription: « ORFITVS ET CONSTANTIA IN NOMINE HERCVLlS ACERENTINO FELICES BIBATIS » ou « Orfitus et Constantia, pouvez-vous vivre / boire dans le bonheur au nom d'Hercule d'Acerentia ». Cela pourrait bien représenter Memmius Vitruvius Orfitus, préfet de Rome, et sa femme. Acerentia dans le sud de l'Italie avait un culte local d'Hercule,. Pour certains historiens, Orfitus était « notoire comme le cerveau de la propagande du«  renouveau païen » de son époque.

## Verres juifs

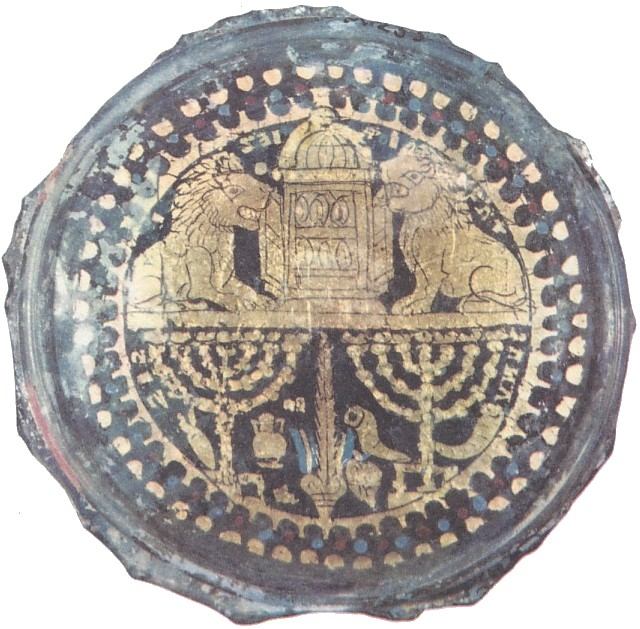
Objets rituels juifs, Rome, IIe siècle

Seuls 13 des plus de 500 fonds de coupes de la fin de l'époque romaine connus sont identifiés juifs, mais ceux-ci représentent toujours « le groupe le plus attrayant de réalités juives qui soient issues de l'Antiquité ». Ils sont tous présumés avoir été utilisés dans les catacombes romaines comme marqueurs de tombes, bien que, comme pour les exemples identifiables avec d'autres religions, le lieu de recherche exact et le contexte de la grande majorité ne soient pas enregistrés. De manière assez surprenante, seuls deux des 13 ayant des histoires complètes ont été trouvés dans des catacombes chrétiennes, tandis que les seuls restes de verre d'or trouvés dans les catacombes juives n'ont pas d'iconographie juive, et montrent que « certains Juifs ne ressentaient aucun scrupule à utiliser des verres en or avec motifs iconographiques païens ».
Les cocardes juives identifiables ne comportent pas de portraits mais, à une exception près, ont un éventail assez standard de symboles religieux. L'arrangement le plus commun est à deux niveaux, avec deux Lions de Juda flanquant une arche de la Torah au-dessus et en dessous de deux menarot, un shofar (corne de bélier), etrog, lulav et peut-être d'autres des quatre espèces, rouleaux et vases. Tous les minuscules symboles ne peuvent pas être identifiés avec certitude. Les objets sont tous dans le niveau supérieur, au-dessus d'une scène de banquet. La seule exception à de telles compositions a ce qui est censé être une représentation du Temple de Jérusalem, est peut-être celle représentant l'exploit de Pourim.
La plupart des savants sont convaincus que les clients juifs ont utilisé les mêmes ateliers que ceux des autres religions, qui ont vraisemblablement conservé des modèles de dessins pour toutes les religions, ou ont reçu des croquis. Certaines des tentatives de regroupement des verres par familles attribuent les verres juifs et ceux d'autres religions au même atelier. Outre l'utilisation de symboles plutôt que de figures humaines, les verres juifs semblent avoir été utilisés à peu près de la même manière que celles d'autres groupes religieux, ce qui est également caractéristique d'autres classes d'objets juifs de Rome à cette époque, où la communauté juive a adopté de nombreux aspects du mode de vie romain général. Sur les 13 connus, cinq ont des inscriptions comprenant l'expression « pie zeses » (voir ci-dessus) et deux « anima dulcis » (littéralement « âme douce », équivalant à « chérie »), deux expressions très courantes dans les inscriptions chrétiennes et païennes. L'expression plus rare « vivas cum ...  » (« vivre avec ... ») se retrouve également sur les verres juifs et non juifs. Ils sembleraient avoir été donnés en cadeau dans le même genre d'occasions, et il y a des preuves que les Juifs romains partageaient la coutume romaine générale du cadeau du Nouvel An.

## Utilisations et collections ultérieures

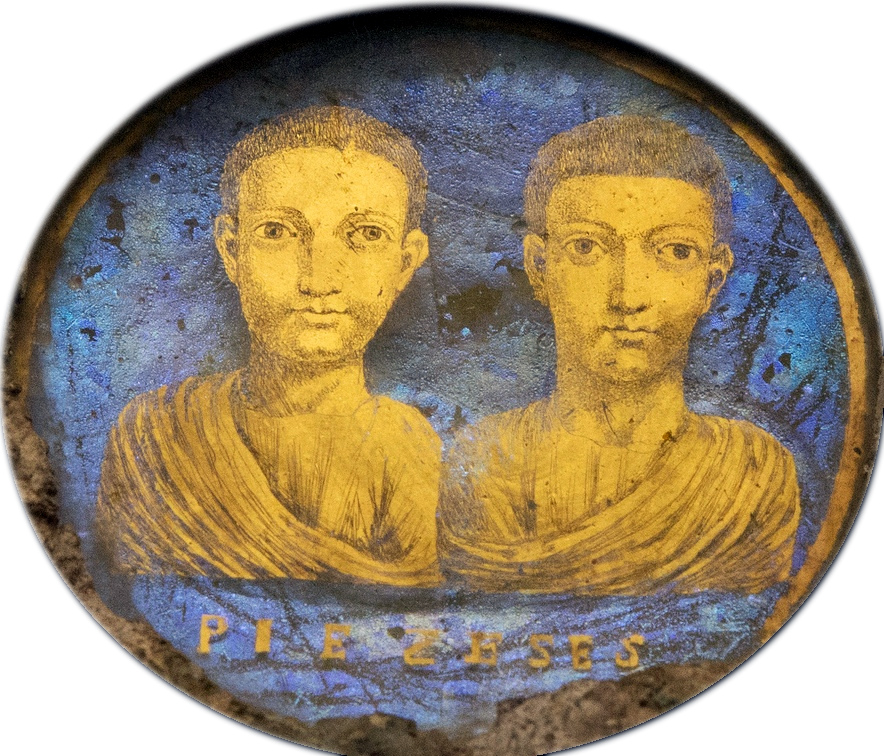
Portrait du IVe siècle, maintenant à Bologne

La technique a continué à être utilisée pour les tesselles de mosaïque, et parfois pour des pièces qui sont restées relativement grandes, par exemple celle d'une petite tuile à New York avec un motif en forme de croix. Elle est peut-être issue d'une église syrienne du IXe au XIIe siècle. Un petit groupe de vaisselles islamiques décorés de motifs végétaux pour la plupart simplifiés provient de Syrie et datant probablement du Xe siècle. Les plus complètes sont décorées sur une grande surface incurvée et doivent avoir été réalisées selon la méthode du « double récipient ». À cet égard, elles sont plus proches des vaisselles hellénistiques que la plupart des romaines.
À partir du XVIIe siècle au moins, les verres romains ont suscité l'intérêt des antiquaires et ont commencé à être retirés des catacombes, d'une manière largement désorganisée et non enregistrée; il ne reste plus qu'une « poignée » dans leur position d'origine dans les murs des catacombes. La première publication importante à leur sujet a été par Filippo Buonarroti en 1716, (Osservazioni sopra alcuni frammenti di vasi antichi di vetro ornate di figure trovati nei cimiteri di Roma ), dans lequel il a fait l'affirmation extraordinaire, presque proto-romantique que la crudité esthétique de l'art chrétien primitif, souvent remarqué par les connaisseurs des arts romains, avait servi à intensifier la piété du fidèle, une expression précoce du sentiment pour l'art primitif. Après d'autres études, le jésuite italien Raffaele Garrucci a publié la première enquête illustrée en 1858, avec une deuxième édition élargie en 1864. Au XIXe siècle, un certain nombre d'imitations, de copies et de contrefaçons de pièces romaines ont été réalisées, principalement à Murano au large de Venise, par des entreprises telles que Salviati. La première grande exposition publique de ceux-ci semble avoir été à l'Exposition Universelle de 1878 à Paris, par des entreprises italiennes.
Un certain nombre de musées à travers le monde ont des exemples de fonds de coupes romaines. La plus grande collection se trouve dans les musées du Vatican, la seconde se trouve au British Museum avec les 60 pièces de verre antique tardif. Un projet de recherche sur leur collection devait se terminer en 2010 (voir plus loin ci-dessous). La collection Wilshere dans l'Ashmolean est la troisième plus grande, avec quelque 34 pièces. Le Corning Museum of Glass en compte 18 exemplaires et le Metropolitan Museum de New York presque autant. Le plus récent des nombreux catalogues depuis le XVIIIe siècle est celui de CR Morey en 1959, avec 460 bases de vaisselles romaines, contre 426 dans la thèse de S. Smith de 2000. Le corpus continue d'être élargi par de nouvelles découvertes occasionnelles.

### Lectures complémentaires
- Howells, Daniel Thomas (2015). Un catalogue du verre d'or antique tardif au British Museum (PDF), British Museum (Arts and Humanities Research Council), entièrement disponible en ligne.
- Morey, Charles R., Ferrari, Guy, The Gold-Glass Collection of the Vatican Library with Additional Catalogs of Gold-Glass Collections, 1959, Biblioteca Apostolica Vaticana
- Publication de recherche du British Museum no 179, chapitres: 13. «Fabrication de verre d'or antique tardif», Daniel Thomas Howells; 14. "Gold Glass in Late Antiquity", Andrew Meek, dans New Light on Old Glass: Recent Research on Byzantine Mosaics and Glass, 2013, British Museum Press,  (ISBN 9780861591794),  PDF complet en ligne